# Porphyronota chireyi
Porphyronota chireyi är en skalbaggsart som beskrevs av Franz Antoine 2004. Porphyronota chireyi ingår i släktet Porphyronota och familjen Cetoniidae. Inga underarter finns listade i Catalogue of Life.